# Хати (спутник)
Хати — нерегулярный спутник Сатурна, известный также как Сатурн XLIII.

## Открытие
Был обнаружен на фотографиях в период с 12 декабря 2004 года по 11 марта 2005 года Скоттом Шеппардом, Дэвидом Джуиттом, Дженом Клина, Брайаном Марсденом, опубликовано 3 мая 2005 года. Первоначально присвоено временное обозначение S/2004 S 14. В апреле 2007 года официально присвоено имя гигантского волка из скандинавской мифологии.

## Орбита
Хати совершает полный оборот вокруг Сатурна на расстоянии в среднем 19 856 000 км за 1 038,7 дней. Орбита имеет эксцентриситет 0,372, при этом наклон орбиты к эклиптике составляет 165,8°.

## Физические характеристики
Диаметр Хати составляет около 6 км.